# Urminnes tid
Med urminnes tid avses tid så långt tillbaka som kan minnas eller tid som sträcker sig bortom räckhåll för minnet, upptecknad uppgift eller tradition, något oändligt gammalt. Det brukar användas i frasen sedan urminnes tid (eller tider), alltså: ”sedan så långt tillbaka i tiden vi kan se eller före det”.
Liknande begrepp finns på många språk och förekommer som bland annat lag- och rättsbegrepp.

## Urminne
Urminne är ett begrepp för människans sammanfattade minne av det förflutna, särskilt minne från långt tillbaka och gammal hävd, och används utbrett i flera vidare begrepp och talesätt. Det kan jämföras med mannaminne. Förledet ur- betyder ”första” eller ”utgångspunkt”, alltså ”första minne” eller ”minnesutgångspunkt”.
Det finns belagt sedan mitten av 1300-talet (fornsvenska: urminne) i kung Magnus Erikssons landslag som adjektivformen urminnes (fornsvenska: urminnis) – ”som härrör från eller sträcker sig tillbaka till äldsta tid”, ungefär jämförbart med uttrycket av gammalt.
Det förekommer bland annat i sammansättningen urminnesdag (”tidernas begynnelse”) i uttrycket från urminnesdag – ”sedan tidernas begynnelse”.

## På andra språk

### Arilds tid
Arilds tid (av arilds tid) är ett äldre forndanskt begrepp som är tvetydigt med urminnes tid och av gammal. I svenskan är det snarast arkaiskt men det förekommer än i danskan och norskan.
Ordet arild (forndanska: arrilde, arilde, areldhe, æreldh, ærild) är en gammal sammandragning av fornnordiska: ar och alda (jämför svenska hedenhös), där ar betyder ”början” (jämför svenska: arla och engelska: early, ”tidigt”) och alda är genitiv plural av fornnordiska: ǫld, ”ålder”, alltså ungefär ”av startålderns tid”.

### Ab immemorabili
Ab immemorabili är en latinsk fras som kan översättas till ”sedan urminnes tider” (direkt ungefär: ”från det minnesvärda”). Frasen används i juridiska sammanhang såväl som i vanligt språkbruk.
I lag betecknar det ”en tidsperiod bortom vilken det juridiska minnet inte kan gå” och ”en tid i det förflutna som var så länge sedan att människor inte har någon kunskap eller minne av det”.

### Time immemorial
I engelsk lagstiftning finns latins ab immemorabili översatt som time immemorial. Begreppet sattes till 1189 och framförallt gäller ägandeförhållanden, stadsprivilegier och liknande. Det stadgades år 1275 i kapitel 39 i de första Westministerstadgarna 1275, Statute of Westminster of 1275. Det definierades till ”tiden före kung Rikard Lejonhjärta”, och hans regeringstid inleddes 1189. Det kom också att traditionellt betraktas som gränsen mellan muntlig tradition och vikten av att ha nedtecknade dokument för giltighet. Endast kapitel 5 i dessa stadgar, som handlar om att val inte får störas, är ännu gällande.

## Liknande begrepp
- Hedenhös (uttryck)
- Mannaminne